# Anastasija Pavljutjenkova
Anastasija Sergejevna Pavljutjenkova (ryska: Анастасия Сергеевна Павлюченкова), född den 3 juli 1991 i Samara, Ryssland, är en professionell högerhänt tennisspelare. Hennes högsta singelrankning på WTA-touren är nummer 13 (juli 2011). 
Pavljutjenkova är professionell sedan december 2005. Hon är mångfaldig Grand Slam-mästare på juniorsidan, och har bland annat vunnit juniorernas Australiska öppna 2006, där hon slog Caroline Wozniacki i finalen, och juniorernas US Open samma år, där hon finalbesegrade Tamira Paszek från Österrike. 2007 försvarade hon sin juniortitel i Australiska öppna genom vinst över Madison Brengle, USA.
Vid olympiska sommarspelen 2020 i Tokyo tog sig Pavljutjenkova till kvartsfinal i damsingeln, där hon blev utslagen av schweiziska Belinda Bencic. I mixeddubbeln tog hon guld tillsammans med Andrej Rubljov efter att ha besegrat Aslan Karatsev och Jelena Vesnina i finalen.